# شان ایدی
شان ایدی (انگلیسی: Sean Eadie؛ زادهٔ ۱۵ آوریل ۱۹۶۹) دوچرخه‌سوار اهل استرالیا است.
وی در مسابقات کشوری و بین‌المللی در مجموع برندهٔ ۲ مدال طلا، ۴ مدال نقره، ۲ مدال برنز شده‌است.